# Duy Thái
Duy Thái (tên khai sinh là Nguyễn Duy Thái), sinh năm 1954 tại Hải Phòng, là nhạc sĩ Việt Nam, được tặng Giải thưởng Nhà nước về Văn học Nghệ thuật năm 2022. Ca khúc Lời của gió là tác phẩm nổi tiếng của ông được nhiều người biết nhất.

## Tiểu sử
Duy Thái sinh ngày 18 tháng 4 năm 1954 tại thành phố Hải Phòng.
Sau khi tốt nghiệp Trường Nghệ thuật Sân khấu Việt Nam, ông về công tác tại Đoàn Kịch nói Hải Phòng, rồi chuyển sang Trung tâm Tổ chức Biểu diễn Nghệ thuật của thành phố. Ông tự học và sáng tác ca khúc rồi chuyển dần sang lĩnh vực âm nhạc.
Duy Thái trở thành hội viên Hội Nhạc sĩ Việt Nam vào năm 1993. Hiện ông là Chủ tịch Hội Âm nhạc thành phố Hải Phòng.

## Sự nghiệp
Duy Thái bắt đầu yêu mê âm nhạc từ rất sớm, năm 22 tuổi ông đã liều lĩnh viết khúc tình ca đầu đời, cũng là đầu tiên, có tên là Bến sông.
Tên tuổi của Duy Thái trở nên quen thuộc với giới trẻ bắt đầu từ ca khúc Lời của gió, sáng tác năm 1985. Ca khúc do Hồng Nhung và Quang Vinh song ca vào năm 1987. Đến năm 1991, khi Hồng Nhung đoạt giải Nhất cuộc thi Ca nhạc nhẹ lần thứ hai qua bài hát này, thì Duy Thái rời bỏ hẳn sân khấu. Theo nhà thơ, nhạc sĩ Nguyễn Thụy Kha thì "Bài hát Lời của gió đã làm nên tên tuổi Duy Thái".
Sau Lời của gió, Duy Thái tiếp tục có những tình khúc mới cũng rất thành công được công chúng đón nhận yêu thích, như: Tìm tên anh trên bờ cát, Hãy đến với em, Phố vắng, Giọt nắng mùa thu, Tương tư, Em về Paris, Trăng vào phố thị, Tình yêu đầu tiên, Ảo ảnh tình yêu ...
Hiện gia tài sáng tác của ông có khoảng trên dưới 100 ca khúc. Ông đã tổ chức được hơn mười đêm nhạc riêng ("Đêm nhạc Duy Thái") ở những trung tâm ca nhạc lớn như Hà Nội, Hải Phòng, thành phố Hồ Chí Minh, Vũng Tàu, Đà Nẵng... ghi dấu ấn những chặng đường tình ca đầy lãng mạn của ông trong suốt ba mươi năm qua, tính từ ca khúc "Lời của gió". Hàng chục ca sĩ nổi tiếng đã chọn bài hát của ong biểu diễn ở nhiều nơi trên thế giới.
Ông đã xuất bản Tuyển tập ca khúc Duy Thái (1996), hai Album tình khúc Duy Thái (của hãng Hoa Phượng Đỏ và của DIHAVINA).
Năm 2022, ông được trao tặng Giải thưởng Nhà nước về Văn học Nghệ thuật với các ca khúc: Lời của gió, Ngàn xưa phố Hiến, Mùa xuân.

## Tác phẩm chính

### Ca khúc
- Lời của gió
- Ngàn xưa phố Hiến,
- Mùa xuân
- Tìm tên anh trên bờ cát,
- Hãy đến với em,
- Phố vắng,
- Giọt nắng mùa thu,
- Tương tư,
- Em về Paris,
- Trăng vào phố thị,
- Tình yêu đầu tiên,
- Ảo ảnh tình yêu...

### Album phòng thu
- Những tình khúc Duy Thái

### Tuyển tập
- Tuyển tập ca khúc Duy Thái (1996)

## Vinh danh
- Giải thưởng Nhà nước về Văn học Nghệ thuật (2022)